# Josef Hegenbarth

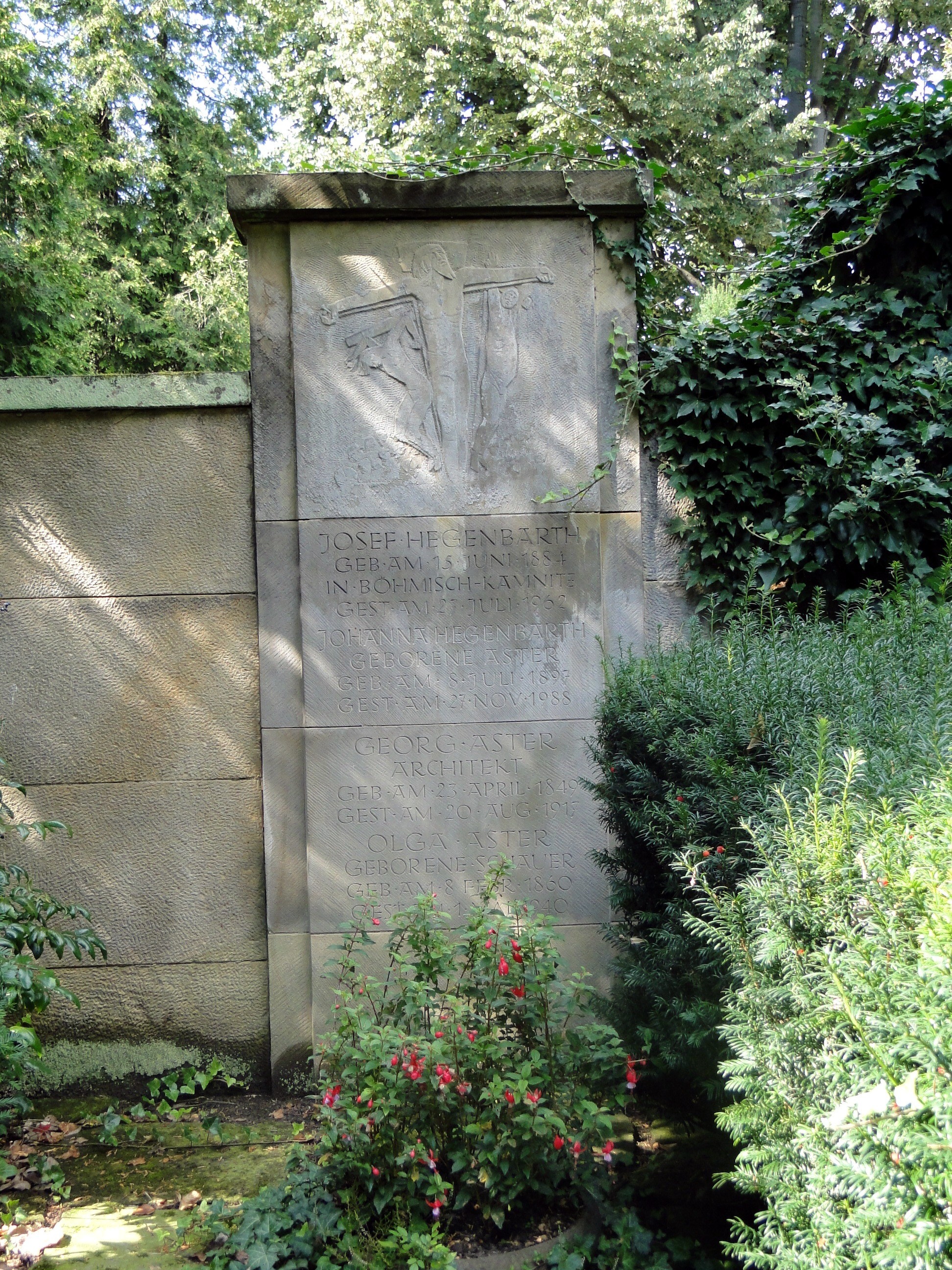
Grób Josefa Hegenbartha na Loschwitzer Friedhof

Josef Hegenbarth (ur. 15 czerwca 1884 w mieście Česká Kamenice, zm. 27 lipca 1962 w Dreźnie) – niemiecki malarz, grafik i ilustrator.
Po ukończeniu szkoły podstawowej w Czeskiej Kamienicy uczęszczał do szkoły realnej w Czeskiej Lipie. W roku 1905 przeniósł się do Drezna, gdzie jego kuzyn Emanuel Hegenbarth od roku 1903 prowadził klasę malarstwa zwierząt w tamtejszej Akademii Sztuk Pięknych. 
Od roku 1908 był studentem tej akademii. Po jej ukończeniu został członkiem drezdeńskiego zrzeszenia artystów (Dresdner Künstlervereinigung) i uczestniczył w jego wystawach do roku 1939.
W latach 1917-1919 przebywał w Pradze i utrzymywał przyjazne kontakty z kręgiem artystów skupionych wokół profesora Augusta Brömsego z Akademii Sztuk Pięknych w Pradze, którzy po roku 1925 stworzyli Praską Secesję.
W roku 1919 powrócił do Drezna, gdzie nabył 1921 dom w dzielnicy Loschwitz, w którym zamieszkał i pracował do końca życia. W roku 1926 został członkiem Secesji Wiedeńskiej.
Aby uniknąć prześladowania ze strony władz hitlerowskich, po roku 1933 zajął się głównie rysunkami ze świata zwierząt.
Od roku 1947 prowadził klasę ilustracji w Akademii Sztuk Pięknych w Dreźnie. W jego mieszkaniu, które wdowa po nim przekazała Gabinetowi Miedziorytów w Dreźnie, powstało muzeum i archiwum poświęcone jego pamięci. Został pochowany na cmentarzu w dzielnicy Loschwitz. 
W początkowym okresie twórczości obok rysunku zajmował się malarstwem i grafiką, później ograniczył się do rysunku i akwareli. Pozostawił 17 tysięcy rysunków, przechowywanych w archiwum jego imienia.
W roku 1954 został laureatem Nagrody Państwowej NRD II klasy za ilustracje do „Martwych dusz” Gogola i „Lisa Reinecke” Goethego. 
W roku 1960 został członkiem Bawarskiej Akademii Sztuk Pięknych.